# Habib Baldé
Habib-Jean Baldé (* 8. Februar 1985 in Saint-Vallier, Département Saône-et-Loire) ist ein ehemaliger in Frankreich geborener guineischer Fußballspieler.

## Karriere
Baldé begann seine Profikarriere 2003 beim französischen Zweitligisten FC Gueugnon. Am 4. Spieltag der Saison 2004/05 gab er gegen Stade de Reims sein Profidebüt und kam im Laufe der Saison zu 21 weiteren Einsätzen. Am Saisonende wechselte er zu Stade de Reims, wo er in 101 Ligapartien zum Einsatz kam. Am Ende der Spielzeit 2008/09 stieg er mit seinem Team aus der Ligue 2 ab. Anschließend wechselte er zu US Ivry in die höchste französische Amateurliga. Anfang 2010 verpflichtete ihn der rumänische Erstligist Ceahlăul Piatra Neamț. Dort war er Stammkraft und stieg mit seinem Verein am Saisonende ab. Baldé schloss sich Aufsteiger Universitatea Cluj an. Im Sommer 2011 kehrte er nach Frankreich zurück, wo er bei Olympique Nîmes in der National (D3) anheuerte. Mit dem Klub stieg er am Ende der Spielzeit 2011/12 in die Ligue 2 auf. Nach dem Klassenerhalt 2013 wechselte er abermals zu Universitatea Cluj, wo er Anfang 2014 seine Laufbahn beendete.
2008 nahm Baldé mit der guineischen Nationalmannschaft an der Afrikameisterschaft in Ghana teil, kam während des Turniers aber nicht zum Einsatz.